# Pierre Michaux

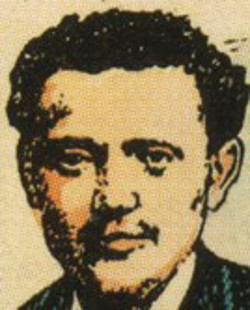
Ernest Michaux

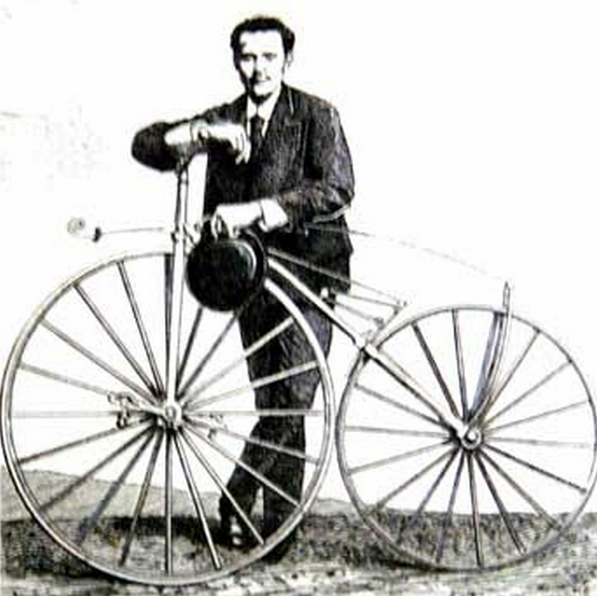
Ernest Michaux und sein Velociped

Pierre Michaux (* 25. Juni 1813 in Bar-le-Duc, Département Meuse, Frankreich; † 10. Januar 1883 in Gentilly, Val-de-Marne, Frankreich) war Wagenbauer und Gründer der 1869 eröffneten Michaux-Werke, einer Zweiradfabrik. Mit Louis-Guillaume Perreaux entwickelte er das Michaux-Perreaux Dampfrad.
Pierre Michaux und sein Sohn Ernest gelten als mögliche Erfinder des Pedalantriebs beim Fahrrad. Eine Geschichte erzählt, dass Pierre Michaux an ein zu reparierendes Laufrad Kurbeln und Pedale montierte.
Bei der Weltausstellung 1867 führte er zwei Exemplare seines Velocipedes vor und erregte damit internationale Aufmerksamkeit. Gemeinsam mit den Brüdern Olivier gründete er daraufhin die Firma Michaux & Co.

## Die Legende
Der Legende zufolge erhielt Pierre Michaux 1861 von einem Pariser Hutfabrikanten namens Brunel eine alte Draisine zur Reparatur; ältere Quellen sprechen allerdings von einem Dreirad. Nachdem der Meister das Gefährt instand gesetzt hatte, brachte es sein Sohn Ernest zurück. Dabei habe dieser die Fortbewegung über lange Strecken als ermüdend empfunden und seinem Vater den Vorschlag gemacht, das Vorderrad ähnlich wie bei einem Schleifstein mit Tretkurbeln anzutreiben.
Alte Zeichnungen von Michaux senior zeigen aber, dass der Kutschenbauer nicht auf Anhieb an einen Tretkurbelmechanismus am Vorderrad dachte, sondern zunächst an einen Antrieb mit Treibstange. Eine erste Skizze zeigt eine Kurbel am Hinterrad, die mit einer langen Handstange gedreht werden musste. In einer zweiten Konstruktion war die Handstange drehbar an einer Vorderradspeiche befestigt, ähnlich wie bei einer Lokomotive oder dem Fahrrad von Thomas McCall. Doch auch diese wurde nicht technisch realisiert, sondern erst die Version mit Pedalen an einer Tretkurbel direkt am Vorderrad.
Manche älteren Fahrradbücher behaupten, Pierre Michaux habe seine Erfindung bereits 1855 gemacht. Sein Sohn Ernest dementierte dies aber in einem Brief von 1893 und versicherte dort, 1861 sei die korrekte Jahresangabe.